# Георг I (Хесен-Дармщат)
Георг I (на немски: Georg I von Hessen-Darmstadt, Georg der Fromme, * 10 септември 1547 в Касел, † 7 февруари 1596 в Дармщат) от род Дом Хесен е ландграф на Хесен-Дармщат от 1568 до 1596 г.
Той е най-малкият син на Филип I (Хесен) (1504 – 1567), ландграф на Хесен и първата му съпруга Кристина Саксонска (1505 – 1549), дъщеря на херцог Георг Брадати от Саксония.
През 1567 г. след смъртта на баща му, според неговото завещание, Ландграфство Хесен e поделено от между четиримата му сина от първия му брак. Георг I получава около една осма от Хесен. На 15 юли 1567 г., 19-годишният Георг поема в град Дармщат управлението на горното графство Катценелнбоген. За да се различава линията на Георг получава названието „Хесен-Дармщат“.
 Той започва да изгражда Дармщат като град резиденция. Престороява двореца, строи от 1570 г. дворец Лихтенберг.
 Между 1578 и 1580 г. той построява ловния дворец Кранихщайн в Дармщат.
Георг I заедно с първата си съпруга Магдалена полага основата за Държавната- и висша библиотека на Хесен.
Георг I въвежда де факто задължитеното училище. По неговото време са доказани 37 екзекуции на вещици между 1582 и 1590 г.
Ландграф Георг I фон Хесен-Дармщат умира на 47 години на 7 февруари 1596 г. и е погребан в градската църква на Дармщат. Той оставя богатство от половин милион гулдена.

## Фамилия
Георг I се жени първо на 17 август 1572 г. в Касел за Магдалена фон Липе (1552 – 1587), дъщеря на граф Бернхард VIII цур Липе (1527 – 1563). Тя умира след 15 години на 35 години след ражадането на последното им дете. Двамата имат десет деца, от които три сина и три дъщери порастват:
- Филип Вилхелм (*/† 1576), наследствен принц
- Лудвиг V (1577 – 1626), ландграф на Хесен-Дармщат (1596 – 1626)

∞ 1598 принцеса Магдалена фон Бранденбург (1582 – 1616)
- Кристина (1578 – 1596)

∞ 1595 граф Фридрих Магнус фон Ербах (1575 – 1618)
- Елизабет (1579 – 1655)

∞ 1601 граф Йохан Казимир фон Насау-Вайлбург-Глайберг (1577 – 1602)
- Мария Хедвиг (1580 – 1582)
- Филип III (1581 – 1643), ландграф на Хесен-Бутцбах (1609 – 1643)

∞ 1. 1610 графиня Анна Маргарета фон Дипхолц (1580 – 1629)
∞ 2. 1632 графиня Кристина София от Източна Фризия (1600 – 1658)
- Анна (1583 – 1631)

∞ 1601 граф Алберт Ото I фон Золмс-Лаубах(1576 – 1610)
- Фридрих I (1585 – 1638), ландграф на Хесен-Хомбург

∞ 1622 графиня Маргарета Елизабет фон Лайнинген-Вестербург (1604 – 1667)
- Магдалена (*/† 1586)
- Йохан (*/† 1587)

Георг I се жени втори път на 25 май 1589 г. за херцогиня Елеонора фон Вюртемберг (1552 – 1618), дъщеря на херцог Христоф фон Вюртемберг, вдовица на княз Йоахим Ернст I от Анхалт (1552 – 1618). Двамата имат син:
- Хайнрих (1590 – 1601)